# Fiat Coupé
Fiat Coupé (officiellt även kallad Coupé Fiat) var en sportbetonad tvådörrarscoupé som presenterades 1994. Karossen, som hade en mycket säregen form, designades av Chris Bangle och all väsentlig teknik hämtades från modellerna Brava, Bravo och Marea. Någon egentlig föregångare hade modellen inte, och när tillverkningen av Coupé år 2000 lades ned kom inte heller någon efterföljare. Totalt tillverkades 72 762 exemplar och till en början såldes inte så många i Sverige, men fler och fler letar sig hit via privatimport. Motorerna som erbjöds var i storleksspannet 1,8 till 2,0 liter och erbjöd en effekt på mellan 131 och 220 hästkrafter.

## Motoralternativ
- 2.0 16v – Max effekt 139hk@6000 varv/min, max vridmoment 180Nm@4500 varv/min.
- 2.0 16v Turbo – Max effekt 190hk@5500 varv/min, max vridmoment 290Nm@3400 varv/min.
- 1.8 16v – Max effekt 130hk@6300 varv/min, max vridmoment 164Nm@4300 varv/min.
- 2.0 20v – Max effekt 147hk@6100 varv/min, max vridmoment 186Nm@4500 varv/min.
- 2.0 20v Turbo – Max effekt 220hk@5750 varv/min, max vridmoment 310Nm@2500 varv/min.